# Franz Friedrich Wilhelm von Fürstenberg
Pour les articles homonymes, voir Fürstenberg.
Franz Friedrich Wilhelm de Fürstenberg est un homme d'état allemand, né le 7 août 1729 et mort le 16 septembre 1810. 

## Biographie
Il est d'abord grand vicaire du prince-évêque de Cologne, qui, à la paix de 1763, le nomme son ministre et lui confie le gouvernement de la principauté de Munster, pays épuisé par la guerre. Les finances rétablies, l'agriculture, l'industrie et le commerce encouragés, les marais desséchés, la ville embellie, tels sont les résultats qu'il sut obtenir, sans employer aucune mesure violente.
Ses établissements d’instruction publique et surtout ses règlements d'hygiène, les premiers qui aient été établis en Allemagne, sont cités comme modèle. Lorsqu'il est question, en 1780, de donner un coadjuteur à l'évêque, le vœu unanime des habitants se prononce pour Fürstenberg, leur bienfaiteur ; mais la cour de Vienne, plus soucieuse de ses propres intérêts que de ceux des populations, fait élire l'archiduc Maximilien à ce poste.
L'habile administrateur, reprenant alors ses fonctions de vicaire général, fonde l'université catholique de Munster. 
Son nom a été donné à une rue de Paris.